# Kreis Marienwerder
Der Kreis Marienwerder war ein preußischer Landkreis, der in unterschiedlichen Abgrenzungen zwischen 1752 und 1945 bestand. Der seit 1773 zur Provinz Westpreußen gehörende Kreis wurde nach dem Ersten Weltkrieg 1920 durch den Versailler Vertrag geteilt; seine Westhälfte fiel an Polen, während seine Osthälfte zur Provinz Ostpreußen kam und bis 1945 im Deutschen Reich verblieb. Kreisstadt war Marienwerder. Heute liegt das ehemalige Kreisgebiet in der polnischen Woiwodschaft Pommern.

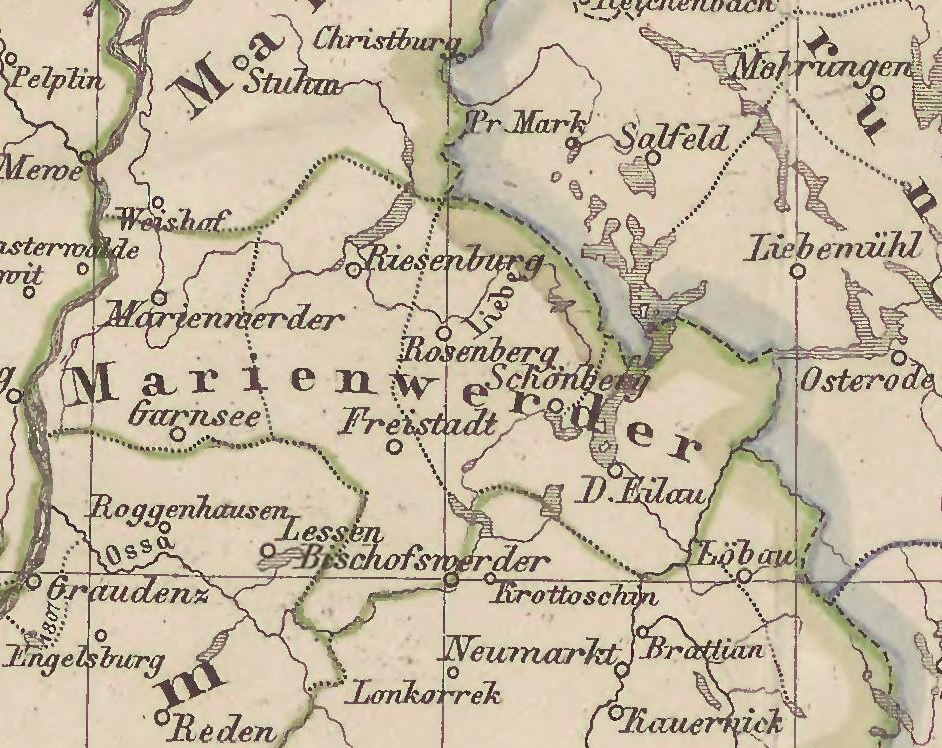
Der Kreis Marienwerder im 18. Jahrhundert

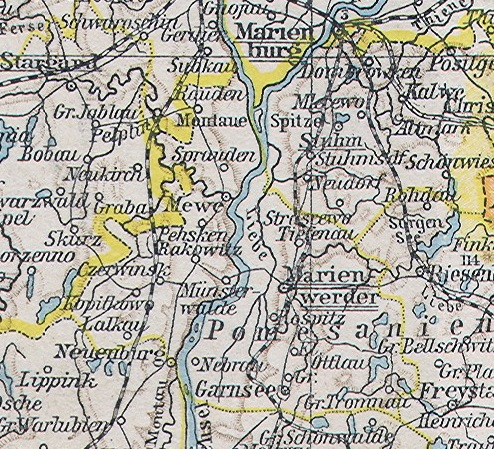
Der Kreis Marienwerder in den Grenzen von 1818 bis 1920

Die Provinz Westpreußen 1919
Regierungsbezirk Danzig
Regierungsbezirk Marienwerder

## Geschichte
Das spätere Kreisgebiet war das Kerngebiet des Fürstbistums Pomesanien, das nach dem Zweiten Thorner Frieden 1466 beim Gebiet des Deutschen Ordens verblieb. Das Fürstbistum ging 1526 im Herzogtum Preußen auf. Die Ämter des späteren Kreisgebiets wurden Teil des Oberländischen Kreises. Bei der 1752 von Friedrich II. durchgeführten Verwaltungsreform Ostpreußens wurde der Kreis Marienwerder als einer von zehn neuen ostpreußischen Landkreisen geschaffen, die deutlich größer waren als die nach 1815 in Ost- und Westpreußen eingerichteten Kreise. Nachdem Westpreußen, das zuvor zu Königlich Preußen gehört hatte, im Zuge der ersten Teilung Polens 1772 zu Preußen gekommen war, wurde 1773 der Kreis Marienwerder der neu geschaffenen Provinz Westpreußen zugeordnet. Der Kreis umfasste gegen Ende des 18. Jahrhunderts fünf königliche Immediat- und zwei adlige Mediatstädte sowie vier Domänen- bzw. Erbhauptämter.
Durch die preußische Provinzialbehörden-Verordnung vom 30. April 1815 und ihre Ausführungsbestimmungen kam das Gebiet zum Regierungsbezirk Marienwerder der Provinz Westpreußen. Im Rahmen einer umfassenden Kreisreform im Regierungsbezirk Marienwerder wurde zum 1. April 1818 der Kreis Marienwerder neu zugeschnitten. Aus dem östlichen Kreisteil wurde der neue Kreis Rosenberg mit der Kreisstadt Rosenberg (Westpreußen) gebildet. Gleichzeitig kam ein größeres Gebiet westlich der Weichsel, das bis dahin zum Kreis Stargard gehört hatte, zum Kreis Marienwerder. Das Landratsamt befand sich in Marienwerder.
Vom 3. Dezember 1829 bis zum 1. April 1878 waren Westpreußen und Ostpreußen zur Provinz Preußen vereinigt, die seit dem 1. Juli 1867 zum Norddeutschen Bund und seit dem 1. Januar 1871 zum Deutschen Reich gehörte.
Mit dem Inkrafttreten des Versailler Vertrages am 10. Januar 1920 fiel das gesamte Kreisgebiet westlich der Weichsel als neuer Kreis Gniew (Mewe) an Polen. Dieser wurde zum 1. April 1932 aufgelöst und auf die Kreise Tczew (Dirschau), Starogard (Preußisch Stargard) und Swiecie (Schwetz) aufgeteilt. Der vorläufig deutsch gebliebene Ostteil wurde einstweilig dem Oberpräsidenten in Königsberg i. Pr. unterstellt. Am 24. Januar 1920 trat der Kreis unter die Interalliierte Kommission für Regierung und Volksabstimmung in Marienwerder.
Nach dem eindeutigen Ergebnis der Volksabstimmung im Abstimmungsgebiet Marienwerder am 11. Juli 1920 verblieb der verkleinerte Restkreis im Deutschen Reich. Trotz des positiven Ausgangs des Referendums für einen Verbleib beim Deutschen Reich mussten allerdings am 12. August 1920 auch die östlich der Weichsel gelegenen Landgemeinden Außendeich, Johannisdorf, Kleinfelde, Kramershof und Neu Liebenau an Polen abgetreten werden.
Mit dem 16. August 1920 endete die Unterstellung des Kreises unter die Interalliierte Kommission für Regierung und Volksabstimmung in Marienwerder. Nunmehr konnten endgültige Regelungen hinsichtlich der Reste der Provinz Westpreußen getroffen werden. Zum 1. Juli 1922 wurde der Kreis Marienwerder in die Provinz Ostpreußen eingegliedert. Der Regierungsbezirk Marienwerder wurde aus Traditionsgründen in Regierungsbezirk Westpreußen umbenannt. Sitz des Regierungspräsidenten blieb die Stadt Marienwerder.

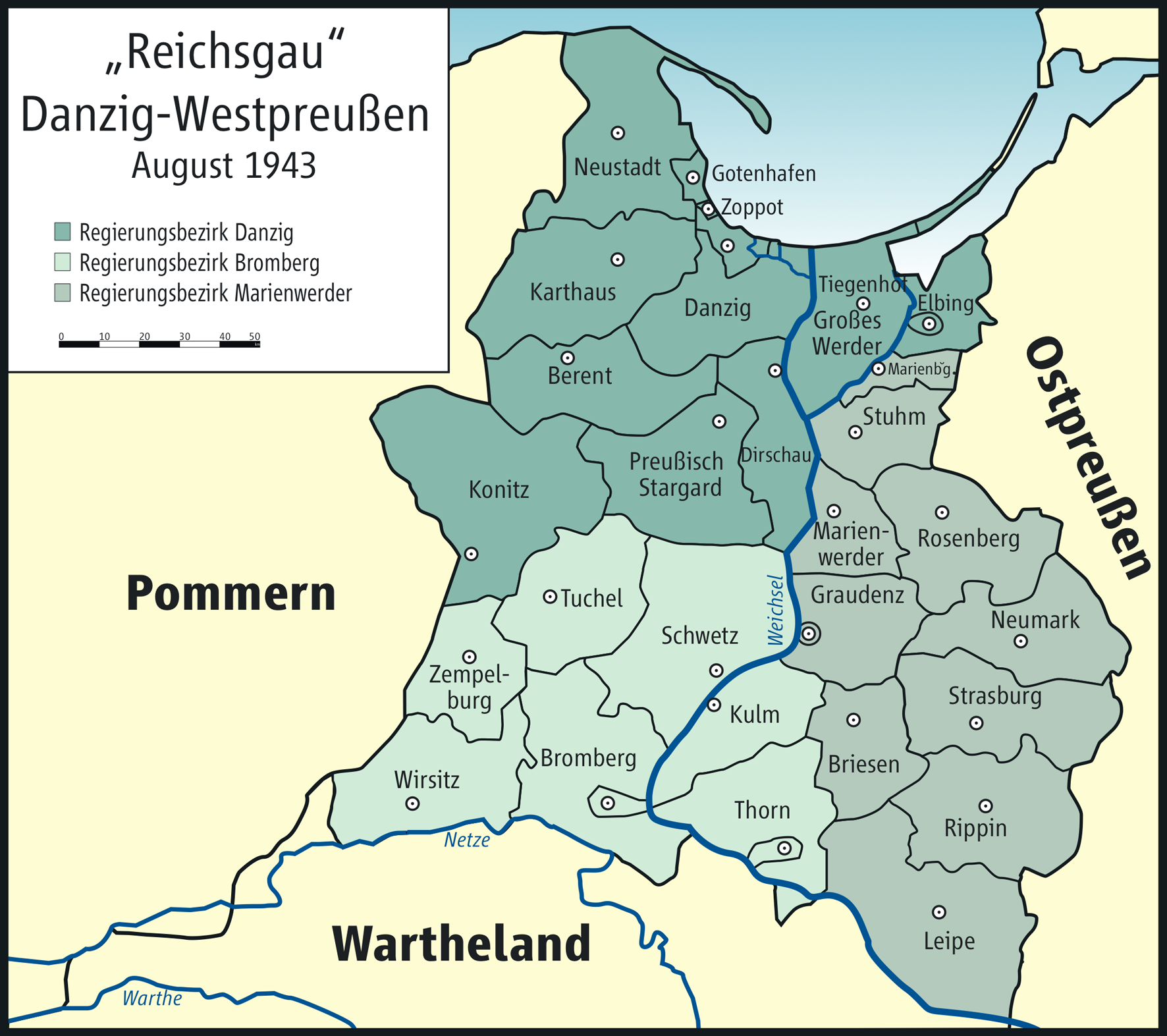
Reichsgau Danzig-Westpreußen (August 1943)

Zum 30. September 1928 fand im Kreis Marienwerder entsprechend der Entwicklung im übrigen Preußen eine Gebietsreform statt, bei der alle selbstständigen Gutsbezirke aufgelöst und benachbarten Landgemeinden zugeteilt wurden. Dominierender Wirtschaftszweig zu jener Zeit war die Landwirtschaft, in der 1933 rund 65 % der nicht in der Kreisstadt lebenden Bewohner tätig waren.
Mit dem 26. Oktober 1939 wurde der Landkreis Marienwerder Teil des neu gebildeten Reichsgaus Westpreußen, der zum 2. November 1939 in „Reichsgau Danzig-Westpreußen“ umbenannt wurde. Der Regierungsbezirk führte jetzt zwar wieder die frühere Bezeichnung „Marienwerder“, war aber nicht mehr Bestandteil des Freistaats Preußen.
Am 2. Dezember 1940 wurden rückwirkend die seit dem 26. Oktober 1939 mitverwalteten polnischen Gemeinden Burztych (Außendeich), Janowo (Johannisdorf), Kramrowo (Kramershof), Male Polko (Kleinfelde) und Nowe Lignowy (Neu Liebenau) des Landkreises Dirschau in den Landkreis Marienwerder eingegliedert.
Im Frühjahr 1945 wurde das Kreisgebiet durch die Rote Armee besetzt und bis auf die militärischen Sperrgebiete der Volksrepublik Polen zur Verwaltung überlassen. Die deutsche Bevölkerungsgruppe des Kreisgebiets, über 90 Prozent der Einwohner, wurde von der polnischen Administration vertrieben.

## Bevölkerung
Im Folgenden eine Übersicht nach Einwohnerzahl, Konfessionen und Sprachgruppen:
| Jahr                                          | 1821              | 1831              | 1841 | 1852              | 1861              | 1871              | 1880 | 1890                | 1900              | 1910              |  | 1925             | 1933             | 1939           |
| --------------------------------------------- | ----------------- | ----------------- | ---- | ----------------- | ----------------- | ----------------- | ---- | ------------------- | ----------------- | ----------------- |  | ---------------- | ---------------- | -------------- |
| Einwohner                                     | 38.089            | 41.250            |      | 59.001            | 62.922            | 65.805            |      | 63.675              | 66.773            | 68.426            |  | 41.615           | 43.544           | 44.014         |
| Evangelische Katholiken Juden                 | 23.190 14.105 374 | 25.529 14.927 422 |      | 36.527 21.309 815 | 38.031 23.483 879 | 38.963 25.664 804 |      | 34.870 27.878 695   | 35.416 30.571 588 | 35.248 32.350 311 |  | 34.130 7.082 211 | 35.576 7.552 186 | 35.512 7.557 0 |
| deutschsprachig zweisprachig polnischsprachig |                   | 32.130 − 9.120    |      | 40.778 − 18.223   | 44.489 − 18.433   |                   |      | 40.772 1.169 21.701 | 42.170 720 23.867 | 42.465 796 25.148 |  |                  |                  |                |

1939 waren von den Bewohnern des Landkreises 81 % evangelisch und 17 % katholisch.

## Politik

### Landräte
- 1752–175300Christoph Friedrich Bruno[4]
- 1774–178700Carl Christoph Ludwig von Weiher[4]
- 1753–178500Heinrich Joachim von Woldeck[4]
- 1786–179600Louis de la Bruyère[4]
- 1796–000000Ludwig von Schleinitz[4]
- 1818–183300Anton von Rosenberg-Klötzen († 2. März 1849)
- 1833–186500Benno von Rittberg
- 1865–186600Rudolph von Buddenbrock (kommissarisch)
- 1866–187800Botho von Pusch (1834–1904)
- 1878–188000Walther Herwig (1838–1912)
- 1880–188600Waldemar Mueller (1851–1924)
- 1886–189300Stephan Genzmer (1849–1927)
- 1893–190600Max Brückner (1855–1940)
- 1906–191900Adolf Abicht (1872–1938)
- 1920–999900N.N.
- 1920–192700Otto Schwemann (* 1882)
- 1927–999900Hans von Oldershausen (1876–1956) (kommissarisch)
- 1927–193300Otto Ulmer (1890–1946)
- 1934–193900Bernhard Wuttke (1902–1944)
- 1939–194100Artur Franz (vertretungsweise)
- 1941–999900Heinrich von Roeder (kommissarisch)
- 1941–194500Rudolf Schmidt

### Wahlen
Im Deutschen Reich bildete der Kreis Marienwerder zusammen mit dem Kreis Stuhm den Reichstagswahlkreis Marienwerder 1. Der Wahlkreis wurde bei allen Reichstagswahlen von nationalliberalen oder konservativen Kandidaten gewonnen.
- 187100Leopold von Winter, Nationalliberale Partei
- 187400Leopold von Winter, Nationalliberale Partei
- 187700Leopold von Winter, Nationalliberale Partei
- 187800Rudolph von Buddenbrock, Freikonservative Partei
- 188100Arthur Hobrecht, Nationalliberale Partei
- 188400Waldemar Mueller, Freikonservative Partei
- 188700Waldemar Mueller, Freikonservative Partei
- 189000Waldemar Mueller, Freikonservative Partei
- 189300Arthur von Buddenbrock, Deutschkonservative Partei
- 189800Karl Wilhelm Witt, Freikonservative Partei
- 190300Karl Wilhelm Witt, Freikonservative Partei
- 190700Karl Wilhelm Witt, Freikonservative Partei
- 191200Karl Wilhelm Witt, Freikonservative Partei

### Kommunalverfassung
Der Kreis Marienwerder gliederte sich in die Städte Garnsee, Marienwerder und (bis 1920) Mewe, in Landgemeinden und bis zu ihrer Auflösung im Jahre 1928 in Gutsbezirke. Mit Einführung des preußischen Gemeindeverfassungsgesetzes vom 15. Dezember 1933 sowie der Deutschen Gemeindeordnung vom 30. Januar 1935 wurde zum 1. April 1935 das Führerprinzip auf Gemeindeebene durchgesetzt. Eine neue Kreisverfassung wurde nicht mehr geschaffen; es galt weiterhin die Kreisordnung für die Provinzen Ost- und Westpreußen, Brandenburg, Pommern, Schlesien und Sachsen vom 19. März 1881.

## Städte und Gemeinden

### 1920 an Polen abgetretene Städte und Gemeinden
Zur westlichen Kreishälfte, die 1920 an Polen abgetreten wurde, gehörten die folgenden Gemeinden:
- Adlig Kamionken
- Adlig Liebenau
- Alt Mösland
- Applinken
- Außendeich
- Dombrowken
- Dzierondzno, ab 25. Juni 1942 Schiersdorf
- Gogolewo
- Gremblin
- Groß Falkenau
- Groß Gartz
- Groß Grünhof
- Halbdorf
- Jesewitz
- Johannisdorf
- Kehrwalde
- Kesselhof
- Kirchenjahn
- Klein Falkenau
- Klein Grünhof
- Kleinfelde
- Königlich Jellen
- Kramershof
- Küche
- Kurstein
- Lalkau
- Lesnian
- Lichtenthal
- Lindenberg
- Mewe, Stadt
- Milewken
- Mösland
- Münsterwalde
- Neu Janischau
- Neu Liebenau
- Neu Mösland
- Nichtsfelde
- Pehsken
- Pienonskowo
- Polnisch Grünhof
- Rakowitz
- Rauden
- Rinkowken
- Roßgarten bei Groß Falkenau
- Sprauden
- Thymau
- Warmhof
- Wloschnitz

### Städte und Gemeinden 1945
Zum Ende seines Bestehens im Jahr 1945 umfasste der Landkreis die beiden Städte Garnsee und Marienwerder sowie 51 weitere Gemeinden:
- Bauthen
- Brakau
- Daubel
- Dietmarsdorf
- Ellerwalde
- Garnsee, Stadt
- Gilwe
- Groß Grabau
- Groß Krebs
- Groß Nebrau
- Groß Weide
- Klein Grabau
- Klein Krebs
- Klein Nebrau
- Klösterchen
- Klötzen
- Kunkenau
- Kurzebrack
- Lamprechtsdorf
- Littschen
- Mahren
- Mareese
- Marienwerder, Stadt
- Mergental
- Mewischfelde
- Neuhöfen
- Niederzehren
- Oberfeld
- Ottlau
- Ottotschen
- Pankendorf
- Paradies
- Rachelshof
- Reussenau
- Rosainen
- Rospitz
- Rundewiese
- Schadewinkel
- Schinkenberg
- Schulwiese
- Sedlinen
- Seubersdorf
- Stangendorf
- Tiefenau
- Treugenkohl
- Unterberg
- Unterwalde
- Wandau
- Weichselburg
- Weißenkrug
- Weißhof
- Zandersfelde
- Ziegellack

### Vor 1945 aufgelöste Gemeinden
- Baggen, 1929 zu Unterwalde
- Budzin, 1929 zu Unterwalde
- Garnseedorf, 1936 zu Garnsee
- Gilwe A und Gilwe B, 1929 zur Gemeinde Gilwe zusammengeschlossen
- Hintersee, 1928 zu Rachelshof
- Hochzehren, 1928 zu Niederzehren
- Jerzewo, 1928 zu Rachelshof
- Kampangen, 1930 zu Paradies
- Marienau, 1936 zu Marienwerder
- Marienfelde, 1901 zu Marienwerder
- Neu Mühlbach, 1938 zu Treugenkohl
- Neudorf, 1929 zu Tiefenau
- Roßgarten b. Marienwerder, 1900 zu Mareese
- Rothhof, 1930 zu Unterberg
- Ruden, 1928 zu Sedlinen
- Schäferei, 1936 zu Marienwerder
- Stürmersberg, 1900 zu Mareese

### Namensänderungen
In einigen Fällen wurden in den 1930er Jahren nicht typisch deutsch klingende Ortsnamen lautlich angeglichen oder übersetzt, zum Beispiel:
- Baldram → Mergental
- Bandtken → Pankendorf
- Bialken → Weißenkrug
- Dubiel → Daubel
- Gutsch → Zandersfelde
- Kamiontken → Lamprechtsdorf
- Kanitzken → Kunkenau
- Russenau → Reussenau
- Smarzewo → Kriesfelde
- Zigahnen → Dietmarsdorf

## Persönlichkeiten
- Heinrich Joachim Woldeck, 1753–1785 Landrat des Kreises Marienwerder,[4] ab 1774 Oberrat im Generaldirektorium, Abt. 9,[7] Peuplierungspolitiker und Merkantilist[8]
- August Kind (1824–1904), von 1868 bis 1870 Oberbauinspektor mit der Tätigkeit als Regierungs- und Baurat in die Bauverwaltung des Regierungsbezirks berufen, deutscher Architekt und Baubeamter der Reichspost